# Les Verts Pâturages (téléfilm, 1964)
Pour les articles homonymes, voir Les Verts Pâturages.
Pour plus de détails, voir Fiche technique et Distribution.
Les Verts Pâturages est un téléfilm français réalisé par Jean-Christophe Averty, diffusé le 24 décembre 1964.
Il met en scène des acteurs noirs français, dont Darling Légitimus (1907-1999) (Lion d'or de l'interprétation féminine à la Mostra de Venise, pour son rôle de M'an Tine dans Rue Cases-Nègres d'Euzhan Palcy en 1983), grand-mère du comédien Pascal Légitimus (fils de Théo Légitimus).
Cette émission spéciale se proposait de transposer la Bible dans le milieu afro-américain : la Genèse racontée aux enfants d’une école de Louisiane. D’Adam et Ève à l’arrivée des Hébreux en Terre promise conduits par Moïse en passant par l'Arche de Noé, tout l’Ancien Testament est ici revisité dans une leçon de catéchisme, non dénuée d’humour et de racisme.

## Synopsis
Un dimanche dans une petite ville de Louisiane, le révérend Deshee enseigne le catéchisme aux enfants. Il leur conte comment Dieu créa la Terre et y plaça Adam et Ève. Hélas, ces derniers ne surent jouir de leur bonheur. Caïn tua Abel et Dieu, constatant que la Terre n'abritait plus que la débauche et les perversions et que seul Noé avait conservé une âme droite et pure, provoqua alors le déluge auquel n'échappèrent que Noé, sa famille et deux spécimens de chaque espèce animale.
Dieu révéla ensuite sa présence à Moïse au moyen du buisson ardent. Il lui donna l'ordre d'aller trouver le Pharaon et de conduire les Hébreux vers la Terre promise. Mais les Hébreux se livrèrent à la dépravation et aux adorations païennes.
Décidé à se désintéresser du peuple d'Israël dont la trahison l'avait indigné, Dieu continua cependant à veiller sur l'humanité et à souffrir pour elle...

## Fiche technique
- Réalisation : Jean-Christophe Averty
- Adaptation française : Claude Santelli, d'après la pièce américaine The Green Pastures de Marc Connelly, créée à Broadway en 1930
- Directeur de la photographie : Max Debrenne
- Son : Claude Chaponnais
- Montage : Georges Ferraro
- Décor : Jean-Jacques Faury
- Musique : Jean-Claude Pelletier
- Negro Spirituals interprétés par John Littleton
- Chorégraphe : Dirk Sanders
- Durée : 108 minutes
- Langue : français
- Année de production : 1964

## Distribution
- Robert Liensol, le pasteur Deshee / Dieu
- Robert Drumeaux
- Antoine Nisas
- Théo Légitimus, Noé
- Darling Légitimus, Madame Noé
- Catherine Légitimus, une élève, un chérubin
- Gérard Légitimus, un élève
- Pierre Drumeaux
- Gésip Légitimus
- Juliette Just
- Anne Kacou
- Maddly Bamy, Ève
- Med Hondo, St Pierre
- Gabriel Glissant
- Ibrahim Seck, Moïse
- Doudou Babet
- Reney Deshauteurs
- Gisèle Baka

## Anecdotes
Ce téléfilm relatant l'Ancien testament et interprété par des comédiens noirs, passa à la télévision le soir de Noël, le 24 décembre 1964, et fut mal accueilli par bon nombre des téléspectateurs français. Il fut l'objet de critiques agressives, insultantes et racistes d'un public qui ne comprenait pas que l'on puisse diffuser sur une chaîne nationale, le soir de Noël, un film avec des acteurs de couleur pour représenter les héros de la Bible[réf. nécessaire].